# Lucas Fernandes
Lucas Fernandes da Silva, conosciuto semplicemente come Lucas Fernandes (São Bernardo do Campo, 20 settembre 1997), è un calciatore brasiliano, centrocampista della Juventude.

## Caratteristiche tecniche
Trequartista ambidestro abile nel tiro dalla distanza, è bravo nel dribbling ed ha un buon cambio di passo; molto dotato tecnicamente e nel possesso palla, può svariare su tutto il fronte offensivo, giocando anche da ala sinistra. Per le sue caratteristiche è stato paragonato a Ganso e Kaká.

## Carriera
Lucas Fernandes si unisce alle giovanili del San Paolo nel 2011, all'età di tredici anni. Il 15 febbraio 2016 segna il gol vincente nella vittoria per 1-0 contro il Liverpool Montevideo, che consente alla sua squadra di laurearsi campione della Copa Libertadores Under-20 2016. Dieci giorni dopo viene promosso in prima squadra dall'allenatore Edgardo Bauza.
Compie il suo debutto in prima squadra il 20 marzo seguente, subentrando come sostituto di Paulo Henrique Ganso in un pareggio per 1-1 in Campeonato Paulista contro l'Ituano.
Il 1º settembre 2018 viene ceduto in prestito al Portimonense.
Il 23 gennaio 2025 si trasferisce in prestito all'AVS.